# Armata a 9-a a Statelor Unite ale Americii
Armata a 9-a a Statelor Unite ale Americii (în engleză Ninth Army) a fost o armată de câmp a Armatei Statelor Unite, cel mai recent cu sediul la Caserma Ederle, Vicenza, Italia. 
Activată cu doar opt săptămâni înainte de debarcarea în Normandia din iunie 1944, Armata a 9-a a fost una dintre principalele comenzi de luptă ale armatei americane utilizate în timpul campaniei din nord-vestul Europei din 1944 și 1945. A fost comandată la început de general-locotenentul William Simpson. A fost desemnată ca Armata a 8-a, dar la sosirea în Regatul Unit a fost redenumită pentru a evita confuzia cu celebra formațiune britanică cu aceeași denumire. Toate armatele americane de câmp din Teatrul de Operații European au fost desemnate cu numere impare; iar cele din Teatrul de Operații din Pacific cu numere pare.
În 2012, U.S. Army Africa a fost redesemnată ca US Army Africa (Armata a 9-a) în cadrul programului de transformare al armatei americane.